# جون ووكر (لاعب كريكت)
جون ووكر (بالإنجليزية: John Walker)‏ (1768 في المملكة المتحدة - 3 سبتمبر 1835) هو لاعب كريكت بريطاني (وحمل سابقاً جنسية المملكة المتحدة لبريطانيا العظمى وأيرلندا ومملكة بريطانيا العظمى). لعب مع نادي مارليبون للكريكت ‏.